# Trammet
TramMet o Tramvia Metropolità és una companyia operadora del servei del tramvia metropolità de Barcelona anomenat TRAM. És una empresa joint venture de diferents companyies del sector ferroviari i de transports. Fins al 2010 la composició era exlusivament privada: Alstom Transporte, SA (20,25%), Alstom Transport, SA (5,1%), Comsa Conseciones, SL (12,4%) FCC Construcción, SA (19,03%), Veolia Transport, SA (1%) (ara anomenada Transdev), CGT Corporación General de Transportes (1%), Detrén, Compañía general de servicios moviliarios, SL (4,82%), Acciona Infraestructuras, SA (1,165%), Acciona Concesiones, SL (0,75%), Acciona (10,485%), Marfina, SL (18%), BANSABADELL INVERSIÓ DESENVOLUPAMENT, SA, Sociedad Unipersonal (5%), Société Générale, sucursal en España (1%). El 2 de novembre de 2010 es va produir una ampliació de capital i es va passar d'1.220.000 accions a 1.284.210, de les quals 32.105 van ser per a Ferrocarrils de la Generalitat de Catalunya i 32.105 més per a Ferrocarril Metropolità de Barcelona, SA.
Explota tant el Tramvia del Baix Llobregat (Trambaix) com el Tramvia del Besòs (Trambesòs).